# Attentat du 23 septembre 2022 à Kaboul
L'attentat du 23 septembre 2022 à Kaboul est survenu le 23 septembre 2022 lorsqu'une voiture piégée a explosé devant une mosquée dans le quartier de Wazir Akbar Khan (en) à Kaboul, en Afghanistan. L'explosion s'est produite juste au moment où les fidèles quittaient le bâtiment après avoir terminé les prières du vendredi. La police a déclaré que sept personnes avaient été tuées et 41 blessées,.

## Réactions
Aucun groupe n'en a pris la responsabilité. L'attentat a été condamné par les États-Unis, la Mission d'assistance des Nations unies en Afghanistan et l'Union européenne. Les autorités talibanes ont déclaré qu'une enquête sur l'attaque était en cours.